# 사토 다이스케
사토 다이스케(일본어: 佐藤大輔, 1964년 4월 3일 ~ 2017년 3월 22일)는 일본의 보드 게임 디자이너, 소설가, 만화가였다. 2017년 3월 22일에 관상동맥질환으로 사망했다.